# は〜りぃふぉっくす
『は〜りぃふぉっくす』は、1984年にマイクロキャビンより各社パソコン向けに発売されたコマンド入力型アドベンチャーゲーム。プロジェクトEGGにてWindows移植版も発売されている（PC-8801版、MSX版、PC-6001mkII版をエミュレート）。
1986年には、続編の『は〜りぃふぉっくす雪の魔王編』が発売されている。
なお、2005年4月28日に発売されたMSXマガジン永久保存版3にもMSX版『は〜りぃふぉっくす MSXスペシャル』が収録されている。

## 概要
1980年代中期のアドベンチャーゲームブームに合わせて開催された、マイクロキャビン主催の第1回アドベンチャー・ゲーム・コンテストのストーリー部門受賞作品である。母ギツネが病気の子キツネを救うべく旅をするというストーリーや登場キャラクターの大半が動物である等ファンタジー的な雰囲気を持つ反面、旅の途中に遭遇する幾多の危険な場面があり、その故ゲームオーバーとなる箇所が多く、難易度は高い。
またMSX版『は〜りぃふぉっくす MSXスペシャル』は発売時期がかなり後でRPG要素があり別作品と考えてもよい。
なお、ストーリーの原題は『は〜りぃフォッX』であった。
ちなみに、タイトルにもある“は〜りぃ”とは、母キツネや子キツネの名字である。

## ストーリー
昔、ロムスの森というところに仲のいい母子ギツネが住んでいました。あるとき、子ギツネがロムス病というとても恐ろしい病気にかかってしまいました。母ギツネは、昔おばあさんギツネから聞いた「ロムス病はリール神社に隠されているアブラアゲを食べさせれば治る」という話を思い出しました。わが子の命を救うため、母ギツネは果てしない旅に出発することを決意したのでした。

## 操作方法
テキスト入力型のアドベンチャーゲームである。「動詞＋名詞」（あるいは「名詞＋動詞」）のスタイルでのテキスト入力（カタカナ）で行う。また、他のキャラクターや人物に「ばける」ことができるなど、特殊な行動も可能である。移動可能な方向が画面上に常時表示され、かつ移動時にカーソルキーを用いることが出来るため、スピーディーに移動が行えるのも特徴である。
なお、『MSXスペシャル』ではパッケージに「R.P.G.+A.V.G.」とあるように、移動画面にロールプレイングゲーム風の8方向スクロールを採用し、画面上を移動する動物キャラクターに接触すると、その動物との会話または戦闘シーンに変わる。生命力というパラメータがあり、敵キャラクターに攻撃されると減少する。ただし0になるとモグラが現れて木の実がもらえ、それを食べると生命力が回復するため、ゲームオーバーにならずにゲームが続行される。

## 舞台
ロムスの森物語開始の舞台。赤い沼が主人公の進路を阻む。
クストの山迷路のように広いが、難関な場面は少ない。
リエジの林ほぼ一直線のマップ。
シビルの村人間がいて、不用意に近づくと銃で撃たれる危険大。
リール神社目的のアブラアゲがあるといわれる神社。
バース峠滝があり、主人公の進路を阻む。
シタンの町子ギツネが入院している病院がある。最終目的地。
なお、数ヶ所にお地蔵様が祀られているが、これらはゲームを解く上で重要な地点である。

## 関連作品
- セイレーン - 1987年にマイクロキャビンが発売した、トビネズミが主人公のアドベンチャーゲーム。隠しイベント的な扱いではあるが、グリフォンの森で平和に暮らす子キツネの一家が登場する。